# Mony Mony
Mony Mony is een lied geschreven door Tommy James, Bo Gentry, Ritchie Cordell en Bobby Bloom. De grootste inbreng was daarbij van Tommy James, die het grootste deel van het lied al af had, maar nog geen titel wist. Die kwam alsnog door een ingeving. Staand op het terras van James’ appartement hadden James en Cordell uitzicht op de MONY-toren op Broadway 1740. (MONY staat daarbij voor Mutual of New York). Alternatieve werktitels Sloopy, Bony Maroney en Hotel Taft haalden het dus niet. Tommy James bracht het eerst zelf uit, in 1980 volgde de Nederlandse Dizzy Man's Band en in 1981 en 1987 kwam Billy Idol met zijn studio- en live-versies. Andere noemenswaardige artiesten die het opnamen waren The Mohawks, Status Quo en de Beach Boys. Het was ook een van de nummers die onder handen is genomen door "Weird Al" Yankovic onder de titel Alimony (Alimentatie).

## Tommy James and the Shondells
Tommy James bracht het in 1968 op single uit met zijn band The Shondells. Zij brachten het tot plaats 3 in de Amerikaanse Billboard Hot 100. In het Verenigd Koninkrijk stond het achttien weken genoteerd in de UK Singles Chart, waarvan drie weken op plaats 1. De band nam destijds ook een promotiefilmpje op, dat jaren later nog te zien was bij MTV; de heren droegen hippiekleding en –attributen.

### Hitnotering

#### Nederlandse Top 40
| Positie: | 38 | 33 | 33 | 29 | 24 | 29 | 31 | 40 | 35 | 31 | uit |

## Dizzy Man's Band
Mony, Mony was ook een single van Dizzy Man's Band. Het was hun eerste en tevens laatste single voor Polydor. De band met eens een aantal hits achter elkaar wist met deze cover de Nederlandse Top 40 en de Mega top 50 niet te halen. Het plaatje bleef steken in de tipparades. Als muziekproducent werd vermeld Alfred van der Garde, de echte naam van Alfred Lagarde, gespecialiseerd in stevige rock.
De B-kant Get it up was eigen werk van de band, Herman Smak, Klaas Versteeg en Steve Allet schreven het.

## Billy Idol
In 1981 nam Billy Idol het op voor zijn ep Don’t stop. Deze versie bracht het tot de specifieke dance-lijst van Billboard. Het plaatje is in de Verenigde Staten berucht geworden, omdat er naar een modebeeld in de discotheken allerlei obscene teksten doorheen geroepen kon worden. Het kwam daardoor tot een ban van sommige Amerikaanse radiostations. Idol kon het echter altijd live blijven zingen. Toen Idol het in 1987 opnieuw uitbracht, maar dan in een live-versie, dook het op in diverse hitparades.

## Hitnotering
De live-versie stond elf weken in de Britse hitlijst met een zevende plaats als hoogste notering. In de Verenigde Staten kon Idol een eerste plaats bijschrijven in de Billboard Hot 100. Ook in Canada ging het plaatje goed in de verkoop, ook daar een eerste plaats. Daar steekt schril tegenaf de verkoopresultaten in Nederland. De Nederlandse Top 40 werd niet eens in de Tipparade bereikt.

### NederlandseSingle Top 100
| Positie: | 89 | uit |